# 西福寺 (魚沼市)
西福寺（さいふくじ）は、新潟県魚沼市にある曹洞宗の寺院である。
1534年(天文3年)に波多野義重を開基、芳室祖春を開山として天台宗の寺院として創建されたが、後に曹洞宗へ改宗され現在に至る。「日本のミケランジェロ」とも称される江戸時代の名工石川雲蝶の彫刻が多く残されていることで広く知られている。

## 開山堂
開山芳室祖春や宗祖道元を祀るために、第23世住職の蟠谷大龍により建立されたものである。
1852年（嘉永5年）に起工し、1857年（安政4年）に完成した。
開山堂には見事な彫刻があり、天井には江戸末期に石川雲蝶が6年かけて作ったとされる道元禅師猛虎調伏の図（大きさ約5.5メートル四方）を有する。

## 文化財
開山堂の石川雲蝶の彫刻は、新潟県指定有形文化財に指定されている。

## 交通アクセス
- JR上越線 八色駅より東へ約2.5 km（徒歩約35分）
- JR浦佐駅またはJR小出駅から南越後観光バス利用。「虫野上口」下車後徒歩約15分